# Мелекса
Мелекса — деревня в Хваловском сельском поселении Волховского района Ленинградской области.

## История
На карте Санкт-Петербургской губернии Ф. Ф. Шуберта 1834 года упоминается деревня Мелекса состоящая из 48 крестьянских дворов.

МЕЛЕКСА — деревня принадлежит генерал-лейтенанту Апрелеву, число жителей по ревизии: 158 м. п., 157 ж. п.. (1838 год)

На карте Ф. Ф. Шуберта 1844 года также отмечена деревня Мелекса.

МЕЛЕКСА — деревня генерал-лейтенантши Апрелевой, по просёлочной дороге, число дворов — 60, число душ — 139 м. п. (1856 год)

МЕЛЕКСА — деревня владельческая при реке Сяси, число дворов — 43, число жителей: 144 м. п., 152 ж. п.; Часовня православная. (1862 год)

В 1866—1867 годах временнообязанные крестьяне деревни выкупили свои земельные наделы у А. Ф., Е. Ф. и М. Ф. Апрелевых и стали собственниками земли.

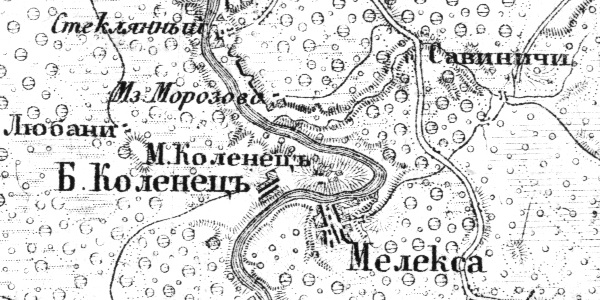
Деревня Мелекса на карте 1872 года

Сборник Центрального статистического комитета описывал её так:

МЕЛЕКСЫ (МЕЛЕКСА) — деревня бывшая владельческая при реке Сяси, дворов — 59, жителей — 284; Часовня, 2 лавки. (1885 год)

Согласно материалам по статистике народного хозяйства Новоладожского уезда 1891 года имение в селении Мелексы площадью 67 десятин принадлежало местной крестьянке Е. В. Кулеминой, имение было приобретено в 1886 году за 340 рублей.
Согласно епархиальным сведениям 1899 года деревня относилась к приходу церкви Святой Троицы (ранее Казанская (Николаевская)) Никольско-Сясьского погоста в селе Хвалово.
В конце XIX — начале XX века деревня административно относилась к Хваловской волости 2-го стана Новоладожского уезда Санкт-Петербургской губернии.
По данным «Памятной книжки Санкт-Петербургской губернии» за 1905 год деревня Мелекса входила в Мелексинское сельское общество.
С 1917 по 1923 год деревня входила в состав Мелексенского сельсовета Хваловской волости Новоладожского уезда.
С 1923 года в составе Колчановской волости Волховского уезда.
С 1927 года в составе Волховского района.
В 1928 году население деревни составляло 356 человек.
Согласно карте Ленинградской области Северо-западного аэрогеодезического треста ГГУ издания 1932 года деревня насчитывала 41 крестьянский двор. В деревне находились часовня и почтовое отделение, к югу от деревни — две ветряные мельницы.
По данным 1933 года деревня Мелекса являлась административным центром Мелексинского сельсовета Волховского района, в который входили 14 населённых пунктов, деревни: Большой Коленец, Барыгово, Бор, Борок, Варварово, Лука, Малый Коленец, Мелекса, Прокшеници, Пыхово, Столбово, Стрельно, Сырецкое, Юхора, общей численностью населения 1652 человека.
По данным 1936 года в состав Мелексинского сельсовета входили 12 населённых пунктов, 296 хозяйств и 8 колхозов. Административным центром сельсовета была деревня Юхора.
С 1946 года в составе Новоладожского района.
С 1954 года в составе Хваловского сельсовета.
В 1961 году население деревни составляло 81 человек.
С 1963 года вновь в составе Волховского района.
По данным 1966, 1973 и 1990 годов деревня Мелекса также входила в состав Хваловского сельсовета.
В 1997 году в деревне Мелекса Хваловской волости проживали 12 человек, в 2002 году — 24 человека (все русские).
В 2007 году в деревне Мелекса Хваловского СП — 13 человек.

## География
Деревня расположена в юго-восточной части района близ автодороги А114 (Вологда — Новая Ладога).
Расстояние до административного центра поселения — 7 км.
Расстояние до ближайшей железнодорожной станции Колчаново — 21 км.
Деревня находится на правом берегу реки Сясь.

## Демография
| 1838 | 1862 | 1885 | 1997 | 2007 | 2010 | 2017 |
| ---- | ---- | ---- | ---- | ---- | ---- | ---- |
| 315  | ↘296 | ↘284 | ↘12  | ↗13  | ↗52  | ↘16  |

### Национальный состав
Согласно данным Всероссийской переписи населения 2021 года в деревне проживали 19 человек, из них:
 русские — 17, евреи — 1, украинцы — 1 человек.